# Schoonouder
Een schoonouder betreft de moeder of de vader van de persoon met wie men is (of was) getrouwd. Soms wordt het begrip schoonouder ook gebruikt in niet-huwelijkse relaties zoals een geregistreerd partnerschap.
In het geval van de moeder spreekt men van schoonmoeder, in het geval van de vader spreekt men van schoonvader. Schoonfamilie kan familie blijven na het ontbinden van het huwelijk of het partnerschap. Als uit de verbintenis kinderen geboren zijn, blijven de ouders van de ex-partner grootouders van die kinderen.
In sommige landen leiden schoonouderrelaties tot onderhoudsverplichtingen.

## Historische benamingen
In de Middeleeuwen kende het Middelnederlands andere benamingen voor verschillende aangetrouwde verwantschappen:
- schoonvader: 'sweer'
- schoonmoeder: 'swegher'
- schoondochter: 'snare'
- schoonzoon / schoonbroer: 'swagher', 'swaghelinc'
- schoonzus: 'swageres'

Vanaf de veertiende eeuw werden deze oorspronkelijke woorden langzaam maar zeker vervangen door leenvertalingen uit het Frans (beau-fils, belle-mère, enz.). In het Frans werd 'beau' al vanaf de tiende eeuw gebruikt als hoffelijke aanspreekvorm en vanaf de dertiende eeuw voor aangetrouwde familieverwantschappen. In het standaardnederlands is alleen 'zwager' (voor schoonbroer) overgebleven.
Andere verouderde benamingen zijn 'behuwde zoon' of 'behuwdzoon' (Middelnederlands: 'behuwede sone') en 'behuwdvader' enzovoort.

## Trivia
- Schoonouders zijn soms onderwerp van grappen en bron van al dan niet veronderstelde spanningen met hun schoonkind. Vooral schoonmoeders hebben een bijzonder slecht imago. De "schoonmoedersstoel" heeft hier bijvoorbeeld betrekking op.